# 蒙特亚西
蒙特亚西（義大利語：Monteiasi），是意大利塔兰托省的一个市镇。总面积9平方公里，人口5514人，人口密度612.7人/平方公里（2009年）。ISTAT代码为073016。